# Cardo (ulica)

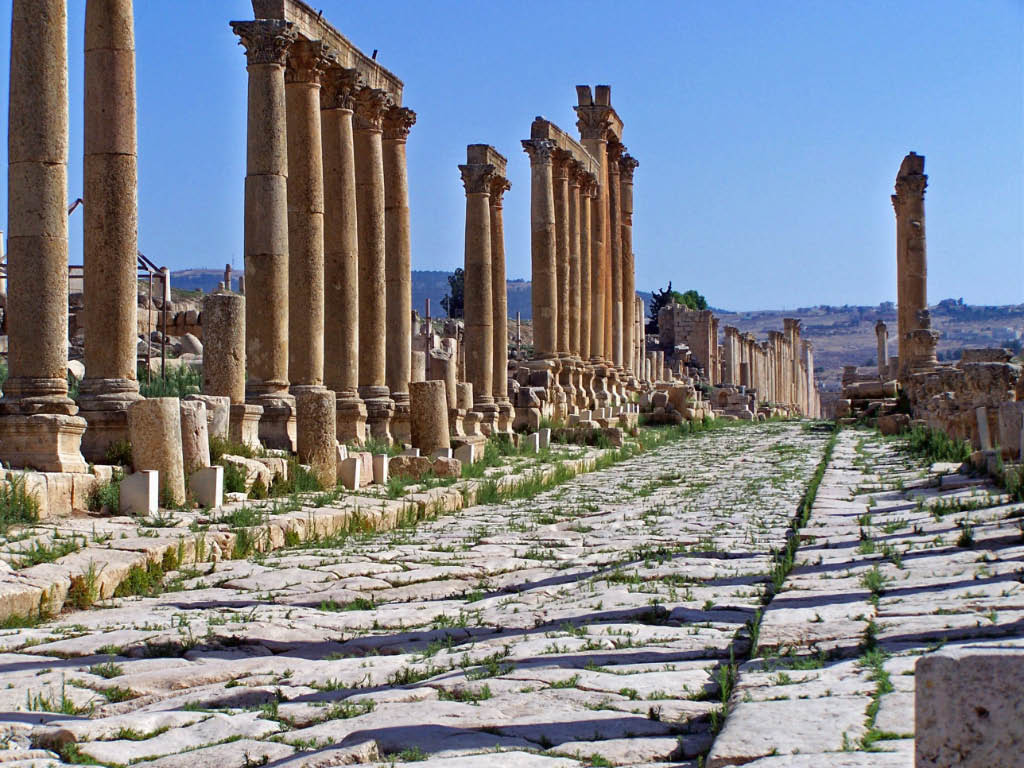
Cardo maximus w starożytnej Gerazie

Plan typowego obozu rzymskiego z zaznaczonym przebiegiem traktów komunikacyjnych cardo i decumanus

Cardo – ulica przecinająca miasto lub obóz rzymski na osi północ-południe. 
W nowo założonym mieście główna ulica (cardo maximus) prowadziła do głównych bram założenia urbanistycznego, mniejsze, równolegle do niej (cardines minores) współtworzyły miejską siatkę ulic. Prostopadła do niej decumanus przebiegała na linii wschód-zachód. W miejscu ich przecięcia wyznaczano główny plac (forum), poza tym arterie te decydowały o ukierunkowaniu innych, mniejszych ulic dzielących rozplanowany zespół osadniczy (cardines minores, decumani minores).